# Dème d'Íra
Le dème d'Íra, en grec moderne : Δήμος Είρας / Dímos Íras, est un ancien dème du district régional de Messénie, en Grèce. Depuis 2010, il est fusionné au sein du dème d'Œchalie.
Selon le recensement de 2011, la population du dème compte 433 habitants .